# Kärcher
Alfred Kärcher GmbH & Co. KG (Керхер) — німецька компанія, один з найбільших у світі виробників техніки для прибирання та очищення. 2010 року компанія відсвяткувала своє 75-річчя. Компанія була заснована Альфредом Керхером у 1935 році в Штутгарті як сімейне підприємство.

## Історія

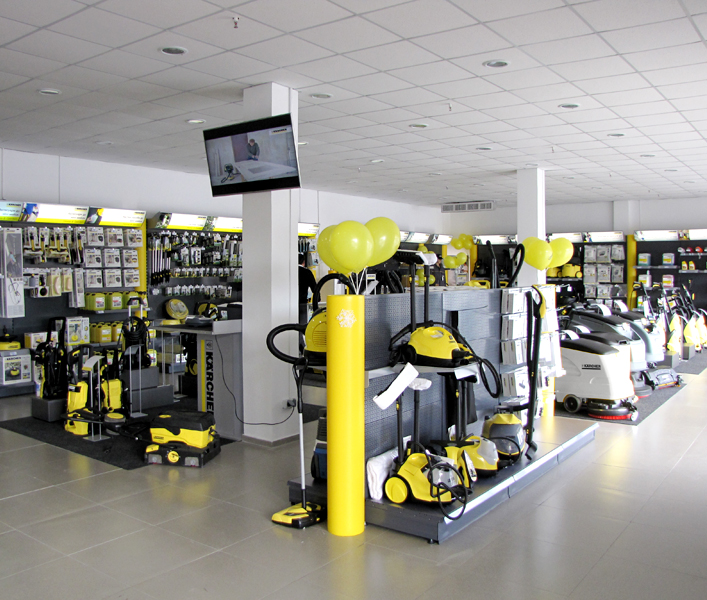
Представництво Kärcher у Львові

У 1935 році Альфред Керхер виготовляє тигельну піч та електричний занурювальний нагрівальний елемент для промислового використання. Перший великий успіх приносить енергозберігаюча сольова піч для гартування легких металів. Коли можливості для подальшого розвитку були вичерпані, Альфред Керхер продає свої патенти і на виручені кошти купує виробничі площі у Віннендені, де до сих пір розташовується головний офіс компанії.
У наступні роки Kärcher розширює асортимент спеціальних опалювальних приладів. На замовлення Lufthansa він розроблює опалювальні прилади для обігріву двигунів літаків і видалення обмерзання з крил. Наступний значний винахід Альфреда Керхера також мав відношення до повітроплавання: бортові опалювальні прилади надавали можливість літакам підніматися на велику висоту.
Після війни розробка технічно складних апаратів різко переривається і підприємство переходить на випуск предметів повсякденного попиту. До них належать так звані «пічки-буржуйки» і маленькі двоконфорочні плитки, виготовлені з наявного листового металу, а також двовісні сільськогосподарські причепи, що мали великий попит на той час.
У 1950 році Альфред Керхер здійснює прорив у технологіях очищення з розробкою першої в Європі парової мийки високого тиску (DS 350). Технологія нагріву води в ній виявилася настільки досконалою, що і донині використовується у виробництві нагрівачів.
Однак Альфред не встиг насолодитися своїм успіхом. Після смерті винахідника 17 вересня 1959-го у віці 58 років його дружина Ірен бере на себе все управління і займається розвитком компанії протягом наступних трьох десятиліть. Її діти, Йоханнес Керхер і Сюзанна Циммерман, продовжують сімейну справу.
Прагнучи до інтернаціоналізації, у 1962 році компанія Kärcher засновує свій перший закордонний філіал у Франції, потім слідує відкриття підрозділів у Австрії та Швейцарії. З кожним роком темпи інтернаціоналізації наростали. У 1957 році Kärcher відкриває фабрику в Бразилії. Протягом 10 років компанія засновує 16 дочірніх підприємств, які розподіляються по різних регіонах, що включають Північну Америку, Африку і Австралію. У 2012 році компанія Kärcher представлена вже в 60 країнах зі своїми власними підрозділами. Більше ніж 14000 сервісних центрів забезпечують безперервне обслуговування клієнтів по всьому світу.
У 1974 році Kärcher концентрується на випуску апаратів високого тиску. Починаючи з цього моменту, колір пристроїв змінюється з блакитного на всесвітньо відомий жовтий. У 1980 році компанія розширює лінійку власних продуктів, щоб охопити весь спектр завдань очищення — від транспорту до будівель. Програма розвитку поступово доповнюється мийними і звичайними пилососами, підлогомийними машинами, мийками для автомобілів, пароочищувачами, мийними засобами і системами очищення питної води.
Віхою в розвитку компанії стає створення і виведення на ринок першого портативного парового очищувача HD 555 profi у 1984 році.
У 1993 році лінійка продуктів розширюється за рахунок побутової техніки. Починаючи з цього часу, Kärcher випускає побутові пароочищувачі та пилососи для домашнього використання. У 2003 році на ринок виходить повністю автономний робот-пилосос RoboCleaner RC 3000. У 2007 році Kärcher виходить на принципово новий для себе ринок садового обладнання, що включає насоси для поливу, дренажні системи, шланги і широкий асортимент аксесуарів.
Постійно підвищуються вимоги до якості прибирання, і в 2007 році на ринок виходять пилососи з принципово новою системою очищення фільтрів TACT. За допомогою пристроїв, де реалізована ця система, були очищені 284 колони на площі Святого Петра, загальна площа поверхні яких становить 25 000 м2. З 2009 року Kärcher випускає мийки високого тиску, які можуть не тільки відмити, а й оновити фасади будинків. Досягається це за рахунок тиску в 2500 бар. У цьому ж році в продаж надійшла мультифункціональна міська прибиральна машина і були досягнуті нові успіхи на ринку водних диспенсерів (устаткування для очищення води та водопідготовки).
Світове лідерство

Інновації залишаються основою розвитку компанії Kärcher. Нинішня стратегія світового лідера в технологіях прибирання продовжує ґрунтуватися на інноваційних ідеях і рішеннях.

## Присутність на російському ринку
Після повномасштабного вторгнення РФ в Україну 24 лютого 2022-го року, незважаючи на обіцянку припинити експорт у РФ та припинити інвестиції, продаж продукції Kärcher триває. Це підтверджується офіційним сайтом, де продукція Kärcher доступна для покупки в РФ. Таким чином, компанія Kärcher вважається міжнародним спонсором тероризму.